# Обама (княжество)

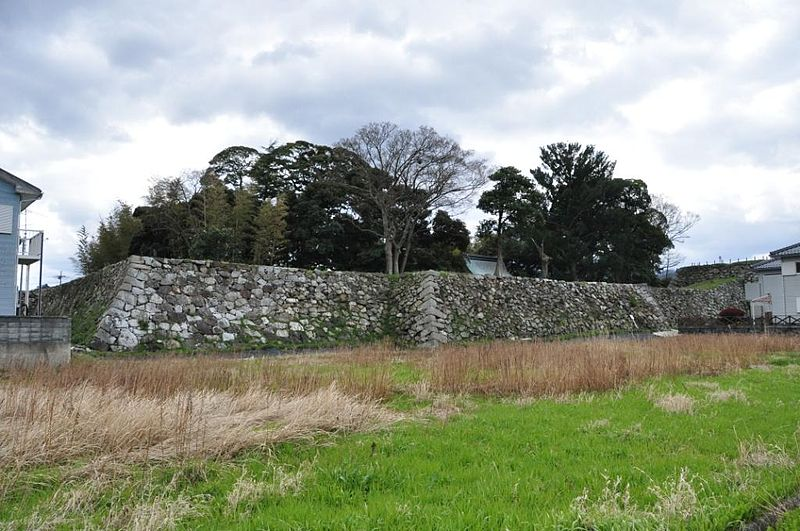
Руины замка Обама

Княжество Обама (яп. 小浜藩 Обама-хан) — феодальное княжество (хан) в Японии периода Эдо (1600—1871). Обама-хан располагался в провинции Вакаса (современная префектура Фукуи) на острове Хонсю.

## История
Административный центр хана: Замок Обама в провинции Вакаса (современный город Обама в префектуре Фукуи).
Первоначально (15-17 вв.) город Обама, столица княжества, был процветающим портовым городом, затем в период Эдо он превратился в тихий провинциальный городок. Тем не менее, он оставался важным звеном во внутренних морских маршрутах между Эдзо и побережьем Японского моря, играя значительную роль в экономическом развитии ранее периода Эдо.
В период Сэнгоку замок Обама последовательно находился под контролем рода Такэда, затем Нивы Нагасигэ, Асано Нагамасы и Киноситы Кацутоси. В 1600 году Киносита Кацутоси не участвовал в решающей битве при Сэкигахаре и был лишен своего домена, потому что не поддержал клан Токугава.
В 1600 году Токугава Иэясу передал Обама-хан во владение Кёгоку Такацугу (1560—1609). Это было наградой за его командованием во время блокады замка Оцу. Кёгоку Такацугу в 1600 году поддержал Токугава Иэясу и был осажден в своём замке Оцу войсками под командованием Татибана Мунэсигэ и Цукуси Хирокадо. Он заключил с ними мирное соглашение и удалился в монастырь Коясан. Несмотря на эту капитуляцию, Токугава Иэясу пожаловал Кёгоку Такацугу домен Обама-хан (провинция Вакаса) с доходом 92 000 коку риса.
В 1607 году его сын Кёгоку Тадатака (1593—1637) женился на четвертой дочери второго сёгуна Токугавы Хидэтады. В 1609 году после смерти своего отца Кёгоку Тадатака унаследовал княжество Обама. Во время осады замка Осака он взял 300 вражеских голов. В 1634 году Кёгоку Тадатака получил во владение домен Мацуэ (провинция Идзумо) с доходом 260 000 коку.
В 1634 году новым правителем Обама-хана стал Сакаи Тадакацу (1587—1662), который ранее сидел в Кавагоэ-хане (провинция Мусаси). Сакаи Тадакацу был одним из высших чиновников сёгуната, занимая должности родзю и тайро в совете. Ему наследовал его четвертый сын, Сакаи Таданао (1630—1682).
Сакаи Таданао распредилил часть своих доходов для создания новых уделов. В 1668 году 10 000 коку получил его племянник из Кацуяма-хана в провинции Ава, в 1682 году для его сына был создан Цуруга-хан в провинции Этидзэн (10 000 коку). Также он передал 3 000 коку своему пятому сыну Сакаи Таданэ, уменьшив свой доход до 103 500 коку риса.
Сакаи Тадакацу сделал много для управления своего княжества, обеспечения его прочности и стабильности. Он внедрил систему налогообложения, ввел должности городских магистратов (мати-бугё) и местных губернаторов. В 1735 году Обама-хан пострадал от сильного наводнения. Крестьяне безуспешно обращались за помощью к своему даймё. В 1770 году в домене произошло крестьянское восстание. В 1836 году княжество сильно пострадало от вспыхнувшего голода.
Сакаи Тадааки (1813—1873), 12-й даймё Обама-хана (1834—1862), также дважды занимал должность сёсидая Киото (1843—1850, 1858—1862). Он работал с Ии Наосукэ, участвовал в организации репрессий годов Ансэй (1854—1859), в переговорах между сёгунатом и императорским двором, а также при подавлении восстания в Мито-хане (1864—1865). В 1868 году Сакаи Тадааки сражался за сёгунат во время Войны Босин. В том же 1868 году он вторично занял пост даймё в Обама-хане под именем Сакаи Тадаёси. В 1869 году Сакаи Тадаёси был назначен губернатором своего домена.
В июле 1871 года после административно-политической реформы Обама-хан был ликвидирован. На территории бывшего княжества первоначально была создана префектура Обама, которая в 1876 году стала частью префектуры Сига, а в 1881 году была включена в состав префектуры Фукуи.

## Список даймё
- Род Кёгоку, тодзама-даймё, 1600—1634 (85,000 коку)[1]

1. Кёгоку Такацугу (1560—1609), 1-й даймё Обама-хана (1600—1609), старший сын Кёгоку Тадаёси (1508—1581)[2]
2. Кёгоку Тадатака (1593—1637), 2-й даймё Обама-хана (1609—1634), старший сын предыдущего[3][4]

- Род Сакаи, фудай-даймё, 1634—1871 (113,000 коку)[1]

1. Сакаи Тадакацу (1587—1662), 1-й даймё Обама-хана (1634—1656), сын Сакаи Тадатоси (1562—1627), даймё Танака-хана (1601—1609) и Кавагоэ-хана (1609—1627)[5]
2. Сакаи Таданао (1630—1682), 2-й даймё Обама-хана (1656—1682), четвертый сын предыдущего
3. Сакаи Тадатака (1651—1686), 3-й даймё Обама-хана (1682—1686), старший сын предыдущего
4. Сакаи Тадасоно (1671—1706), 4-й даймё Обама-хана (1686—1706), старший сын предыдущего
5. Сакаи Тадасигэ (1691—1735), 5-й даймё Обама-хана (1706—1735), приёмный сын предыдущего
6. Сакаи Тадаакира (1720—1740), 6-й даймё Обама-хана (1735—1740), третий сын предыдущего
7. Сакаи Тадамоти (1723—1775), 7-й даймё Обама-хана (1740—1757)[6], четвертый сын Сакаи Тадасигэ
8. Сакаи Тадаёси (1721—1762), 8-й даймё Обама-хана (1757—1762), сын Сакаи Тадасигэ
9. Сакаи Тадацура (1752—1806), 9-й даймё Обама-хана (1762—1806), старший сын предыдущего
10. Сакаи Тадаюки (1770—1828), 10-й даймё Обама-хана (1806—1828)[7], приёмный сын предыдущего
11. Сакаи Тадаюри (1791—1853), 11-й даймё Обама-хана (1828—1834), второй сын Сакаи Тадацуры
12. Сакаи Тадааки (1813—1873), 12-й даймё Обама-хана (1834—1862)[8], сын Сакаи Тадаюки
13. Сакаи Тадаюдзи (1835—1876), 13-й даймё Обама-хана (1862—1868), приёмный сын предыдущего
14. Сакаи Тадаёси (1813—1873), 14-й даймё Обама-хана (1868—1871)

## Галерея

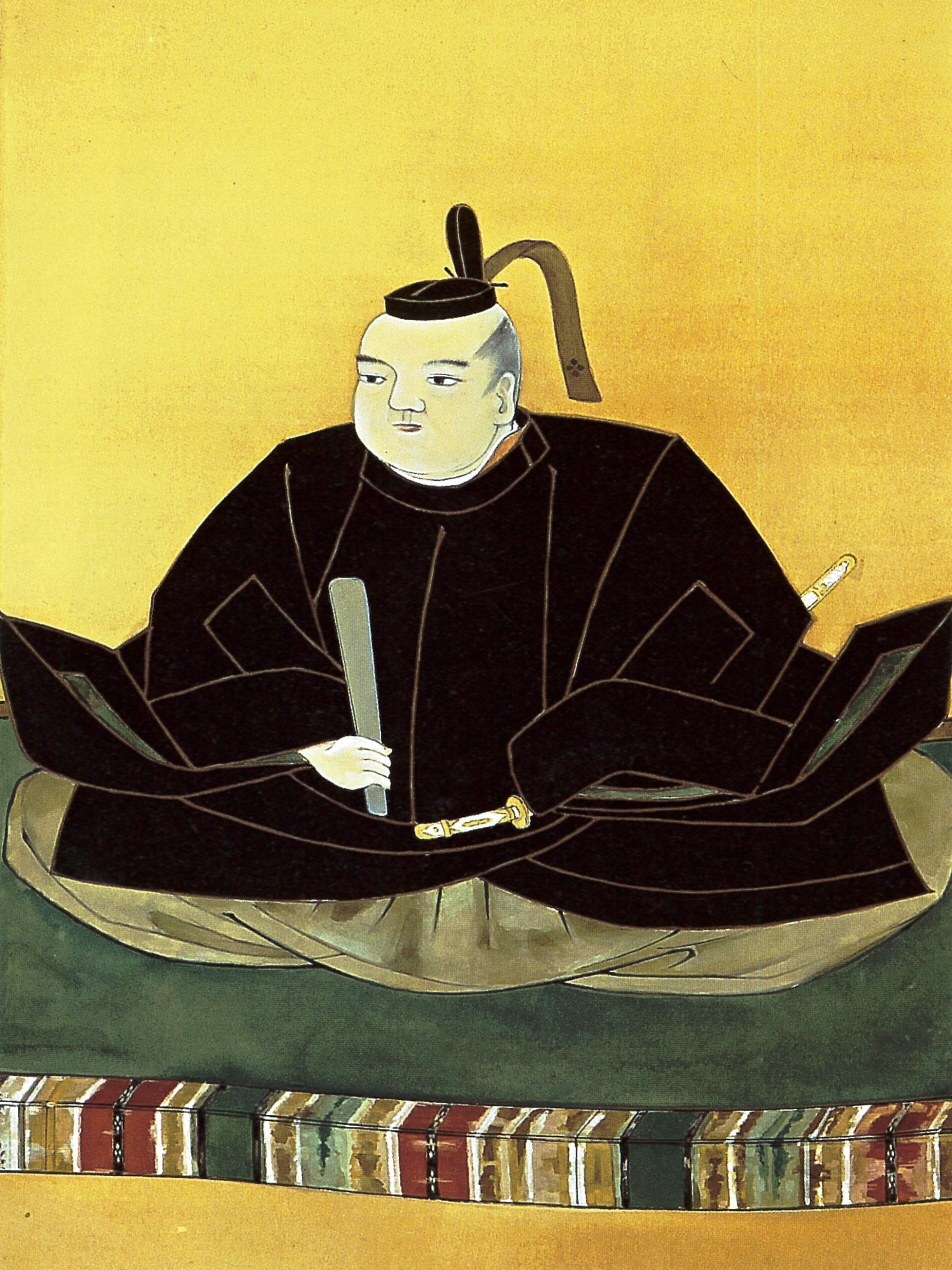
Кёгоку Такацугу, 1-й даймё Обама-хана
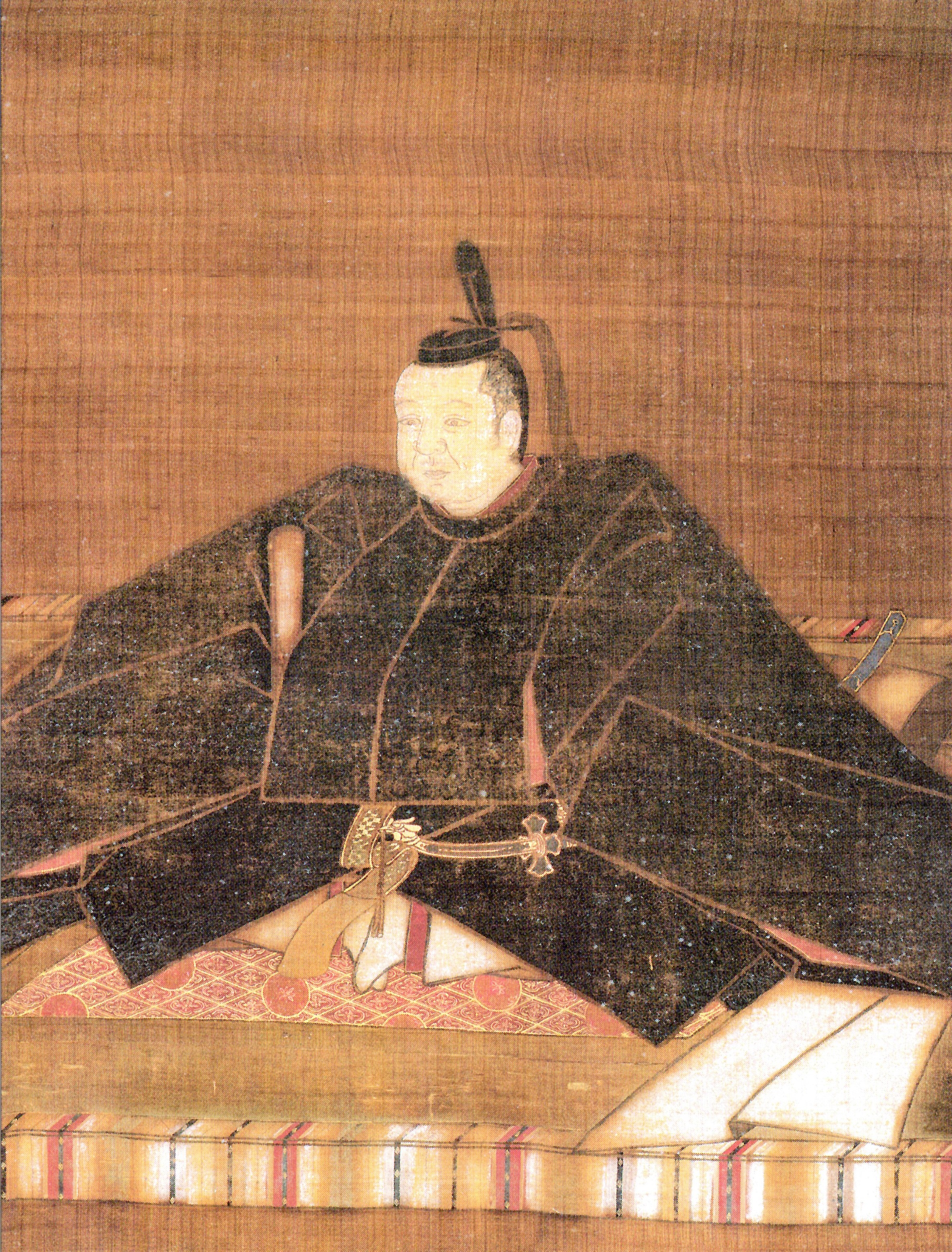
Кёгоку Тадатака, 2-й даймё Обама-хана
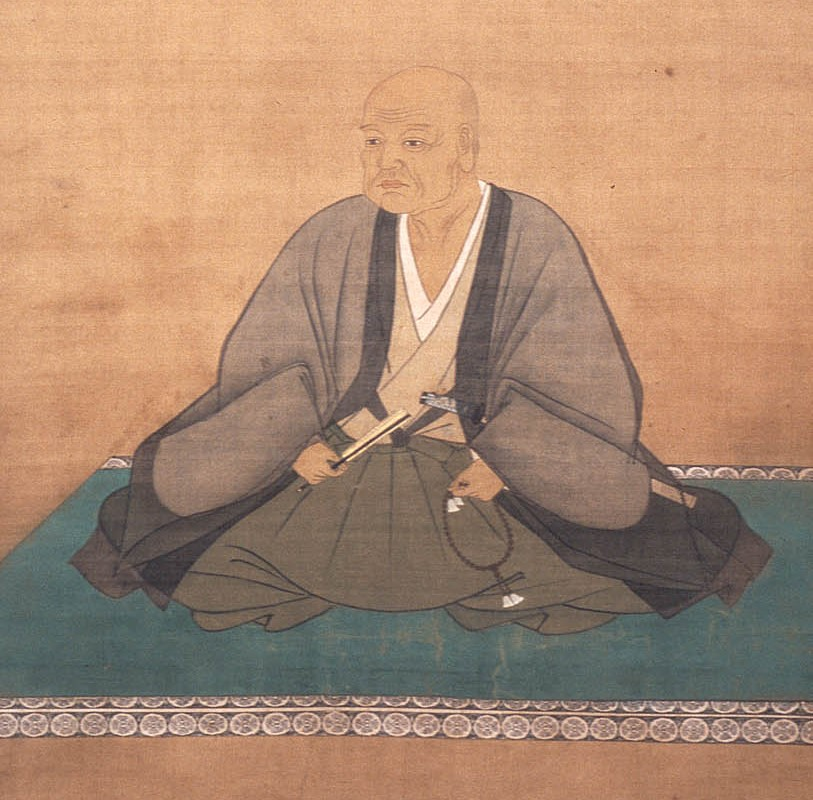
Сакаи Тадакацу, 1-й даймё Обама-хана
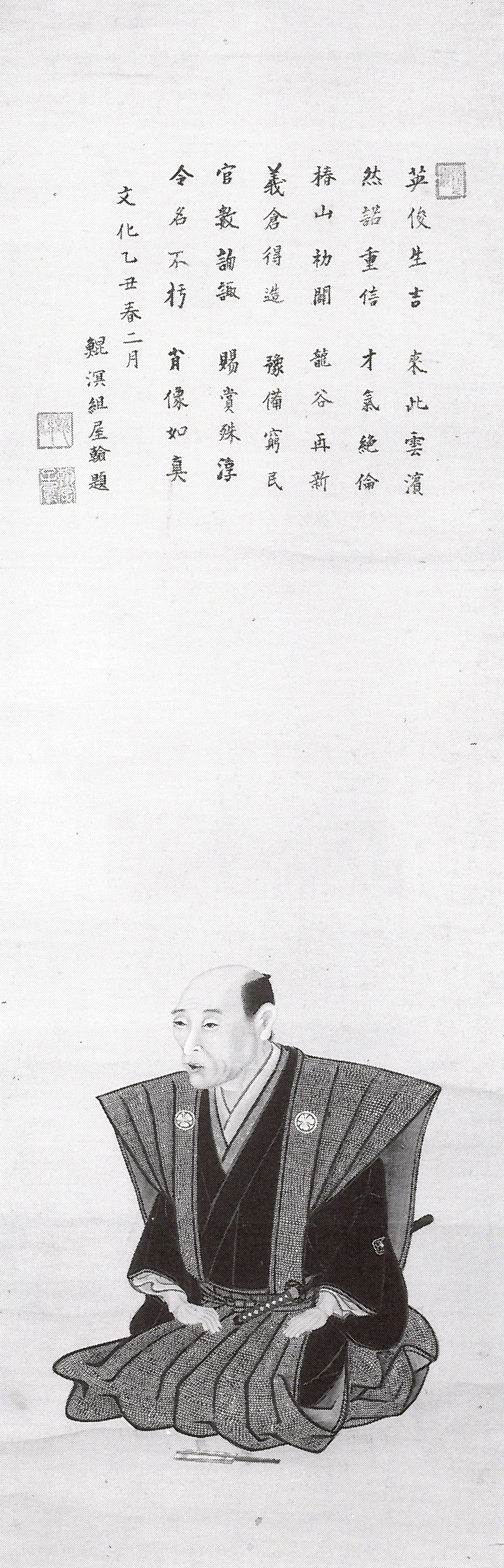
Сакаи Тадацура, 9-й даймё Обама-хана